# کوماتسوهیمه

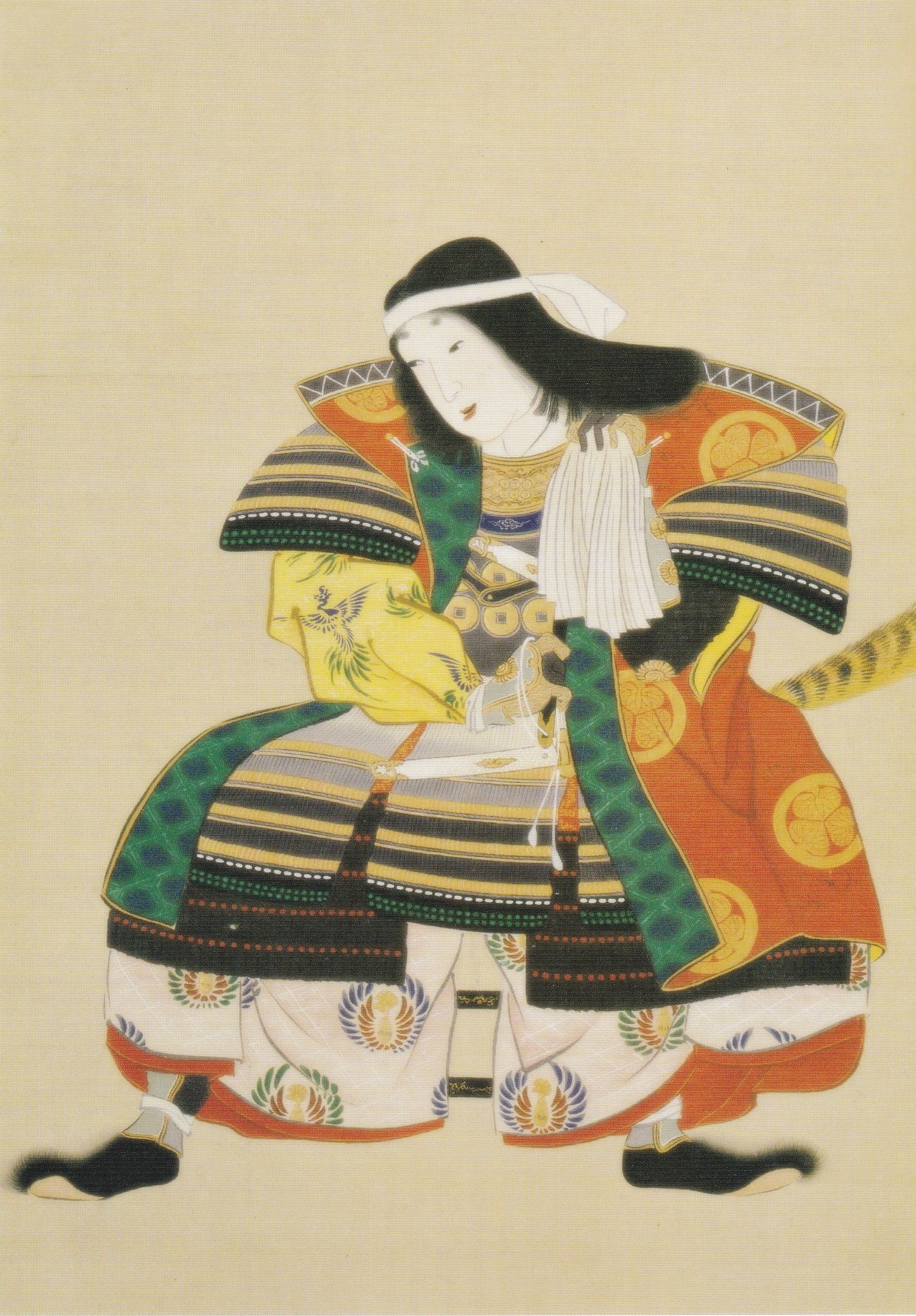
طرح‌نگارهٔ کوماتسوهیمه، دختر هوندا تاداکاتسو

کوماتسوهیمه (به ژاپنی: 小松姫 Komatsuhime) (۱۵۷۳–۲۷ مارس، ۱۶۲۰) یک اونّا-بوگیشا و از شخصیت‌های زن ژاپنی در اواخر دوره آزوچی-مومویاما و اوایل دوره ادو بود. او دختر هوندا تاداکاتسو بود اما توسط توکوگاوا ایه‌یاسو به فرزندخواندگی پذیرفته شده بود. او به ازدواج سانادا نوبویوکی (برادر بزرگتر سانادا یوکیمورا قهرمان بنام ژاپنی) درآمد. او بسیار زیبا و هوشمند توصیف شده‌است.

## زندگی
کوماتسوهیمه در کودکی به نام های ایناهیمه (稲姫) و همچنین اونی (於小亥) شناخته می شد. او و پدرش پس از مشاهده مهارت رزمی سانادا در اولین نبرد قلعه اوئدا، اسیر آنها شدند. خود توکوگاوا ایه یاسو ترتیبی داد که کوماتسوهیمه با سانادا نوبویوکی، پسر ارباب سانادا ازدواج کند.
در سال 1600، زمانی که نوبویوکی تصمیم گرفت قرعه کشی خود را با توکوگاوا بیندازد، پدرش ماسایوکی (که این کار را نکرده بود) به همراه پسر دیگرش، سانادا یوکیمورا، در مسیر قلعه اوئدا بود. آن دو در قلعه نوماتا توقف کردند، جایی که کوماتسوهیمه امور را مدیریت می کرد. کوماتسوهیمه لحظاتی قبل از محاصره اوئدا، ماسایوکی و یوکیمورا را در ورودی قلعه به چالش کشید. ماسایوکی به او پیامی داد: «می‌خواهم نوه‌هایم را ببینم» و در پاسخ، شاهزاده خانم با لباس کامل جنگی بیرون آمد و گفت: «از آنجایی که ما راه خود را در این درگیری از هم جدا کرده‌ایم، اگرچه تو پدر شوهر من هستی. قانون من نمی توانم به شما اجازه ورود به این قلعه را بدهم.» ماسایوکی و یوکیمورا به معبدی به نام شوکاکو جی عقب نشینی کردند و وقتی دیدند کوماتسوهیمه (به همراه فرزندانش) بلافاصله بعد از آنها آمدند و به خواسته ماسایوکی احترام گذاشتند، شگفت زده شدند.
پس از نبرد سکیگاهارا، در دوران تبعید ماسایوکی و یوکیمورا، او مسئولیت ارسال غذا و سایر مایحتاج روزانه را به عهده گرفت.
کوماتسوهیمه به عنوان یک همسر خوب و مادر خردمند مورد ستایش قرار گرفت (ریوسای کنبو 良妻賢母). او در کونوسو، استان موساشی (شهر کنونی کونوسو در استان سایتاما) در سن 47 سالگی در حالی که در مسیر چشمه آب گرم کوساتسو بود، درگذشت. نوبویوکی از مرگ او ابراز تاسف کرد و گفت: «نور خانه من خاموش شد.» قبر او را می توان در آنجا یافت. امروزه، در موزه قلعه اوئدا، بازدیدکنندگان می‌توانند اقلامی را که او از آنها استفاده می‌کرده، از جمله پالانک خود ببینند.